# A biológiai mozgás érzékelése
Biológiai mozgás alatt a biológiai szervezetek, elsősorban gerinces állatok; emlősök által kialakított, sajátos ritmusú mozgásformákat értjük. Ilyen például a séta vagy a futás, de további, összetettebb mozgásformák is (például a mászás vagy egy tárgy felemelése). Idegtudományos kontextusban legtöbbször az emberek különböző ritmikus mozgásait jelenti. Mivel az ember túléléséhez evolúciósan elengedhetetlen, hogy saját fajtársainak és a környezetében lévő állatok viselkedését és mozgását felismerje és megfelelően azonosítsa, így látórendszerünk nagyon hatékony a biológiai mozgás észlelésében. Már 10-12, a főbb ízületeken elhelyezett ingerpont elegendő a biológiai mozgás felismeréséhez, és ebből az ingerhalmazból megállapítható, hogy a mozgó szervezet ember-e, vagy más állat (és azon belül potenciális ragadozó vagy zsákmányállat). Az emberi figura mozgásából a megfigyelő még a mozgó személy nemét, korát, mentális állapotát és cselekedeteinek célját is meg tudja állapítani, valamint azonosítani tudja az általa ismert embereket.

## A biológiai mozgás érzékelésének vizsgálata
Gunnar Johansson (1973) svéd kutató volt az első, aki a biológiai mozgást modellezte. Arra kereste a választ, hogy mi az a legkevesebb ingermennyiség, amely mellett a biológiai mozgás még azonosítható. Egy fekete ruhába öltözött asszisztens ízületeire villanykörtéket erősített, majd egy sötét szobába küldve őt megkérte, hogy végezzen különböző mozgásokat. Az ezekről készített felvételeket azután megmutatta a kísérleti személyeknek. Ők mozdulatlan állapotban nem tudták azonosítani az ingerhalmazt, viszont mikor az megmozdult, akkor a másodperc töredékrésze is elegendő volt ahhoz, hogy az a kísérleti személyek egy cselekvő emberként azonosítsák az ingeranyagot. Le tudták írni azt is, hogy éppen milyen mozgásokat végez a személy, valamint, hogy azokat a mozgásokat valóban csinálja, vagy csak imitálja (pl. egy nehéz tárgy emelését).
A technika fejlődésével a színészeket és a villanykörtéket a 3D modellezés váltotta fel. Ezek során az eredetihez hasonló ingerhalmazokat készítenek, amelyek az emberi test mozgásban részt vevő ízületeit ábrázolja kis fehér foltokkal. A modellezés segítségével könnyebben befolyásolhatóak az alakok tulajdonságai, valamint a specifikusabb kísérletekhez is könnyebben létrehozhatóak új ingeranyagok, például a biológiai mozgáshoz hasonló ritmikusságban helyet változtató, de összefüggéstelen ponthalmazok. Ezt az ingert elsősorban a biológiai mozgás érzékelésében szerepet játszó agyterületek feltérképezéséhez használják.

## A biológiai mozgás érzékelésében részt vevő agyi területek
Mivel a biológiai mozgás érzékelése evolúciós szempontból létfontosságú az emberek számára, valamint mivel a kísérletek tapasztalatai alapján kisszámú ingermennyiség és a másodperc töredékrésze is elegendő a megfelelő azonosításhoz, így feltételezhető, hogy az észlelésében a biológiai mozgásra specifikus agyi neuronhálózat vagy agyterület játszik szerepet. Ezeket az agyterületeket elsősorban fMRI segítségével azonosítják a kutatók.

### Superior temporalis sulcus
Az egyik ilyen biológiai mozgásra specifikus agyterület a superior temporalis sulcus posterior része (STSp). Ez a terület specifikusan az emberi formákra és emberi mozgásra aktivizálódik. Egyszerű koherens mozgásra; összefüggéstelen, de ritmikusan mozgó ponthalmazokra és inverz ábrákra (amikor a mozgó pont-figurát fejjel lefelé mutatják) viszont nem történik ebben az agyterületben aktiváció, amely a specifikusságát támasztja alá. Ez a terület közel esik a superior temporal polysensory területhez, ahol a különböző modalitásokból érkező ingerek összekapcsolódnak. Itt érnek egybe a vizuális ventrális („MI”) és dorsális („HOL”) pályák is. Ebből arra következtethetünk, hogy a biológiai mozgás felismeréséhez mindkét pálya közreműködésére szükség van, hiszen az ingerhalmaz közös mozgásából következtetünk azok struktúrájára (tehát a mozgásból – aminek a feldolgozása a dorsális pályához kötött – a „mi”-re).

### MT/V5
Az MT vagy V5 komplexum a mozgásérzékelés elsődleges helye az agy vizuális rendszerében. Ez a terület tehát egy objektum (vagy akár egy pont) mozgására aktiválódik. Két része különíthető el, egyik területe a rigid, a másik pedig a nem-rigid (tehát ritmikus) mozgásra érzékeny. Feltételezhető, hogy ez a terület váltóállomásként működik, és innen jut tovább az információ a specifikusabb agyterületek felé, ez közvetíti tehát a biológiai mozgás ingeranyagát az STSp felé.

### Premotoros kéreg
Mások mozgásának megfigyelése aktiválja a megfigyelő motoros és premotoros agyterületeit a frontális kéregben, feltehetőleg az ott található tükörneuronokkal összefüggésben. Saygin Ayse Pinar és munkatársai (2004) eredményei szerint ezt a típusú aktivációt már a mozgó pont-figurák nézése is kiváltja az agyban. Ez a terület egészítheti ki a sematikus formát komplex ingerré, és teheti lehetővé, hogy megfelelően következtessünk a tevékenységek intenciójára, valamint arra, hogy azokat valóban elvégzi, vagy csak imitálja a megfigyelt személy vagy pont-figura. Ezen területek aktivációját magyarázhatja az is, hogy a mozgást tervező és a mozgást észlelő agyterületek gyakran fedik egymást. Így például a kisagy bizonyos területei is aktívak a mozgó pont-figurák megfigyelésekor (de ezek pontos helyére és funkciójára vonatkozóan még nincsenek igazán adatok).